# Papyrus Rahlfs 866
Papyrus Rahlfs 866 (Nr. 866 nach Rahlfs) ist eine Bezeichnung für sechs Blätter eines Papyruskodex aus der ersten Hälfte des 4. Jahrhunderts. Es enthält Teile aus 2. Mose 4,16–7,21; 33,11–35,4 in griechischer Sprache. Die Blätter sind 26 × 16 cm groß und einspaltig mit je 32 oder 33 Zeilen in Unzialen beschrieben.
Der Papyrus ist die älteste erhaltene Handschrift mit diesen Textpassagen in griechischer Sprache und repräsentiert eine ältere Textvariante der Septuaginta vor der Hexapla des Origenes.
Die Blätter kamen 1981 in den Besitz der Galerie François Antonovich in Paris. 1988 wurden fünf Blätter an den Kunsthändler Bruce Ferrini in Akron verkauft. Dieser gab sie an die Schøyen Collection in Oslo, wo sie sich mit der Signatur MS 187 befinden. Ein Blatt wurde von der Galeristin Frieda Nussberger-Chacos in Zürich gekauft und 1996 an die Beinecke Library der Yale University in New Haven verkauft, Signatur P. CtYBL 4475. Ein weiteres Blatt befindet sich an einem nicht bekannten Ort.

## Editionen
- Diletta Minutoli, Rosario Pintaudi: Esodo (IV 16–VII 21) in un codice di papiro della collezione Martin Schøyen (MS 187). In: Analecta Papyrologica 23–24, 2011–2012, S. 17–55.
- Diletta Minutoli, Rosario Pintaudi: Un codice biblico su papiro della collezione Schoyen MS 187 (Esodo IV 16 – VII 21). In: Guido Bastianini, Angelo Casanova (Hrsg.): I papiri letterari cristiani (= Studi e testi di papirologia. N.S. 13). Florenz 2011, S. 193–205.